# MiG-35
MiG-35 (ros. МиГ-35; kod NATO „Fulcrum-F”) – rosyjski myśliwiec, będący modyfikacją samolotu MiG-29M/M2 i MiG-29K/KUB, pokazany po raz pierwszy na międzynarodowych targach lotniczych w Indiach w 2007 roku.

## Historia
MiG-35 został zaprojektowany jako samolot wielozadaniowy, zdolny również do atakowania celów naziemnych. W jego konstrukcji wykorzystano doświadczenia wynikające z projektu MiG MFI. To doprowadziło do powstania prototypu, określanego jako izdielije 9-14. Oblotu dokonano 13 lutego 1985 r. Kolejnym rozwinięciem projektu był izdielije 9-15, określane później jako MiG-29M. W samolocie zastosowano nowatorski system sterowania uzbrojeniem S-29M.
Wyposażony w nową wersję silnika turbowentylatorowego oznaczoną symbolem RD-33MK o ciągu większym o 7% od swojego poprzednika. Silnik może opcjonalnie zostać wyposażony w sterowany wektor ciągu przetestowany na MiG-29OVT. Samolot wyposażony został w nowy radar Fazotron Żuk-AE z aktywną anteną ze skanowaniem fazowym (AESA). Zasięg radaru to 160 i 300 kilometrów odpowiednio dla celów powietrznych i morskich. Radar może śledzić jednocześnie 30 celów i naprowadzać pociski na 6 z nich. Samolot otrzymał również nowy system wykrywania i śledzenia samolotów w podczerwieni OLS-35. Samolot opracowano z myślą o przeprowadzonym przez Indie przetargu na 126 samolotów, w którym wybrano jednak Dassault Rafale.

## Zmiany w konstrukcji
Podobnie jak MiG-29M2, samolot posiada przekonstruowany kadłub, przy budowie którego użyto lżejszych stopów aluminium. Płytowe stery wysokości są widocznie większe i wyposażone w ząb na krawędzi natarcia służący do zawirowywania przepływu i zapobiegający oderwaniu strumienia przy dużych kątach natarcia. Z samolotu zniknęły dodatkowe wloty powietrza. Podstawowe podkadłubowe wloty zostały zwiększone i wyposażone w dodatkową regulację. Prawdopodobnie przekonstruowano również wewnętrzną regulację służącą zarówno do sterowania falą uderzeniową we wlocie powietrza przy lotach z prędkością naddźwiękową, jak i do zamykania wlotów powietrza na czas startu i lądowania, kiedy korzystano z wlotów dodatkowych. Skrzydła pasmowe zostały przekonstruowane i posiadają wyraźnie ostrzejszą krawędź natarcia. W celu zrobienia miejsca na radar w porównaniu do dwuosobowej szkolno-treningowej wersji MiG-29UB kabinę pilotów przesunięto do tyłu.

## Użytkownicy

### Rosja
W maju 2013 roku pojawiły się pierwsze informacje o zakupie przez Rosję 37 samolotów za kwotę 1,1 mld dolarów. Jednak już w sierpniu tego samego roku ministerstwo obrony Rosji poinformowało, że zakup odbędzie się nie wcześniej niż w roku 2016.
Do roku 2020 rosyjskie siły powietrzne miały otrzymać 30 samolotów MiG-35. Niektóre rosyjskie źródła mówią o planach zakupu do 170 maszyn tego typu.
W 2023 roku Rosję potwierdziła zamówienie nieokreślonej liczby samolotów MiG-35 jako rozwiązania pomostowego, mającego wypełnić lukę pomiędzy starzejącą się flotą maszyn MiG-29 a rozwiązaniem docelowym SU-75 LTS Checkmate.

### Egipt
W roku 2014 pojawiły się pierwsze informacje o zainteresowaniu strony egipskiej zakupem dużej ilości rosyjskiego uzbrojenia, w tym MiG-35 i śmigłowców Ka-52. Wbrew prasowym doniesieniom do podpisania kontraktu nigdy nie doszło.
Zakup MiG-35 rozważa również Bangladesz.